# فاطمه نظری
فاطمه نظری (زاده ۱۳۵۹ ولسوالی بهسود ولایت میدان وردک) سیاستمدار افغانستان و نماینده مردم ولایت کابل در دوره‌های پانزدهم و شانزدهم مجلس نمایندگان است. وی در مجلس شانزدهم نمایندگان افغانستان عضو کمیسیون مصونیت، حقوق و امتیازات اعضای ولسی جرگه می‌باشد.

## زندگی‌نامه
فاطمه نظری زاده ۱۳۵۹ از ولسوالی بهسود ولایت میدان وردک می‌باشد. ایشان تحصیلات متوسطه خود را در لیسه/دبیرستان چهار قلعه چهاردهی به پایان برد و سند لیسانس خود را در سال ۱۳۸۰ در رشته حقوق از دانشگاه کابل بدست آورد

## دیگر فعالیت‌ها
دیگر فعالیت‌های ایشان:
- رئیس امور زنان ولایت میدان وردک.
- عضو کمیسیون قانون اساسی.
- مؤسس دانشگاه رابعه بلخی.
- رئیس انجمن خواهران هاجر.
- مبصر مؤسسه سوره از ژاپن.
- نماینده مردم کابل در دوره‌های پانزدهم و شانزدهم پارلمان افغانستان.